# レシ・クルバス
レシ・クルバス（ウクライナ語: Лесь Курбас、本名：オレクサンドル＝ゼノン・ステパーノヴィチ・クルバス、ウクライナ語: Олександр-Зенон Степанович Курбас、1887年2月25日 - 1937年11月3日）は、ウクライナの演出家、俳優、劇作家、評論家、翻訳者、演劇理論家。銃殺されたルネサンスの代表的人物であり、劇団「ベレズィーリ」の創設者として知られる。1925年にウクライナ・ソビエト社会主義共和国人民芸術家の称号を授与されたが、スターリン体制下の粛清の犠牲となり、1937年にサンダルモフで銃殺された。

## 生涯

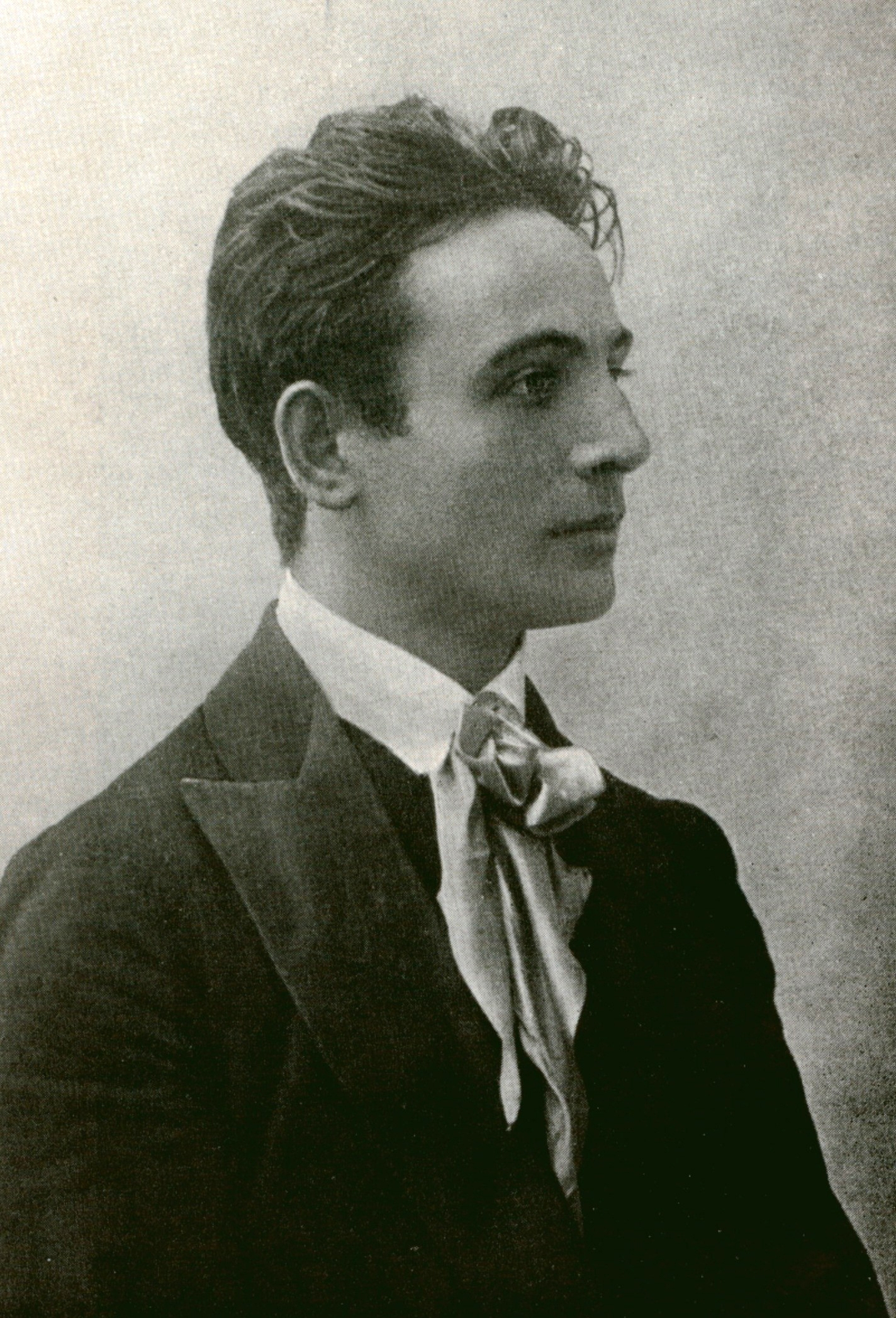
レシ・クルバス、1908年頃

レシ・クルバスは1887年2月25日、オーストリア＝ハンガリー帝国のガリツィアおよびロドメリア王国（現：ウクライナ、リヴィウ州サンビル）に生まれた。両親はガリツィアの劇団で活動する俳優のステパン・クルバスとヴァンダ・ヤノヴィチェヴァ（舞台名：ヤノヴィチ）で、貧困の中でも息子に質の高い教育を受けさせようとした。

### 教育
クルバスはテルノーピリのギムナジウムで学び、その後リヴィウ大学に入学。大学ではウクライナ語教育の推進を求める学生運動に参加し、ポーランド化政策に抗議してウィーン大学の哲学科に転学した。また、ウィーン音楽院付属の演劇学校を卒業し、スラヴ学の講義も聴講した。

### 初期の演劇活動
ガリツィアに帰郷後、クルバスはフナート・ホトケーヴィチの劇団や両親がかつて所属した「ルースカ・ベシーダ」で活動を開始。1915年、テルノーピリでウクライナ初の常設職業劇団「テルノーピリ劇場の夜」を設立し、当地との深い関わりを築いた。
1916年、著名な俳優・演出家のミコラ・サドフシキーの招きでキエフに移り、サドフシキー劇場で活動。1917年には若手俳優のスタジオを組織し、これが後に青年劇場（モロディー・テアトル）となった。青年劇場は現代および古典劇の新たな表現形式を模索する実験的な劇団で、1918年にはオデッサでハヴリーロ・フロヴァツキーらが参加した「青年ウクライナ劇場」の設立につながった。
同年、演劇雑誌『テアトラルニ・ヴィスティ』の責任編集者を務め、1919年にはキエフ・オペラ劇場「ムジチナ・ドラマ」で演出家として活動した。

### キイドラムテとベレズィーリ
1920年夏、クルバスはキエフのシェフチェンコ記念ウクライナ共和国第一劇場から志願者を集め、「キイドラムテ」（キエフ・ドラマ劇場）を結成。ビーラ・ツェールクヴァやウーマニで巡業を行った。
1922年、クルバスはハルキウで劇団「ベレズィーリ」を設立。当初は政治劇（1922-1926年）を、後に哲学的演劇（1926-1933年）を追求し、人間の矛盾を包含する生命への信頼をテーマに掲げた。同年11月、キエフの国立人民劇場でタラス・シェフチェンコの『ハイダマキ』を上演。1924年6月には全ウクライナ映画写真局の招きでオデッサの第一国立映画製作所で1年間演出家として働いた。
ベレズィーリはミコラ・クリシュの劇作家としての才能を見出し、彼の『ステップのコミューン』（キエフ）や『ナロドニー・マラヒー』、『ミナ・マザイロ』を上演。しかし、これらの作品はソビエト批評家から「悲観的」「ソビエトの現実を歪曲する」として批判された。特に『マクレナ・グラサ』は哲学的深みを追求したが、観客や当局の理解を得られなかった。

### 粛清と最期

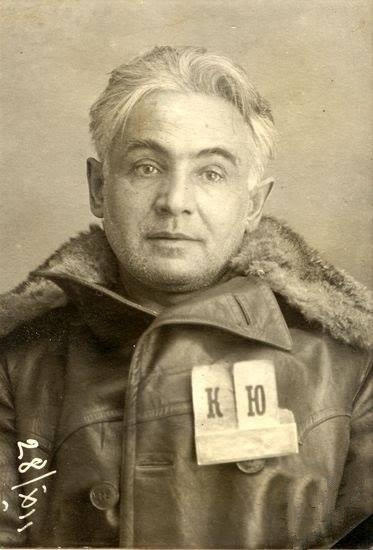
逮捕初日のクルバス（1933年）

1933年10月5日、ウクライナ・ソビエト社会主義共和国人民教育委員会はクルバスをベレズィーリの芸術監督および劇場長から解任。「ウクライナ民族主義の立場を取った」「ソビエト芸術の創造にふさわしい役割を果たせなかった」と非難された。劇団員のうち、イヴァン・マリヤネンコ、ヨシプ・ヒルニャク、ボリス・バラバン、ロマン・チェルカシンの4人だけが彼を擁護した。
同年10月6日、クルバスはモスクワに移り、マリー劇場やソロモン・ミホエルスのモスクワ国立ユダヤ劇場でシェイクスピアの『リア王』を演出。しかし、12月25日にウクライナ軍事組織への関与とパーヴェル・ポスティシェフ暗殺計画の容疑で逮捕され、「反革命活動家」として自白を強要された。
1934年3月にハルキウの監獄に移され、4月9日、裁判で矯正労働収容所5年の判決を受けた。白海・バルト海運河建設に従事し、メドヴェジエゴルスク近くの収容所で自由契約労働者向けの劇場を運営。1936年、ソロヴェツキー特別収容所に転送され、そこでニコライ・ポゴージンの『貴族たち』やバーナード・ショーの『悪魔の弟子』を上演。さらにアンツェル島の収容所劇場でアレクサンドル・プーシキンの『小さな悲劇』を演出した。
1937年10月9日、NKVDレニングラード州管理局の特別三者委員会により、ソロヴェツキー収容所の囚人1825人とともに死刑判決を受けた。11月3日、サンダルモフで銃殺された。

### 死後の名誉回復
妻のヴァレンティナ・チスチャコーヴァは1961年5月16日、夫が1942年11月15日に脳出血で死亡したとする虚偽の死亡証明書を受け取った。1957年1月31日、北方軍管区軍事裁判所はクルバスの事件を「犯罪の構成要件不存在」として取り下げ、4月19日、ハルキウ州裁判所は1934年の判決を無効化した。
1991年12月21日、ウクライナ閣僚会議は1933年12月17日の「クルバスの人民芸術家称号剥奪」決議を撤回した。

## ベレズィーリでの主な上演
- 『10月』（共同脚本、1922年）
- 『ルール』（共同脚本、1923年）

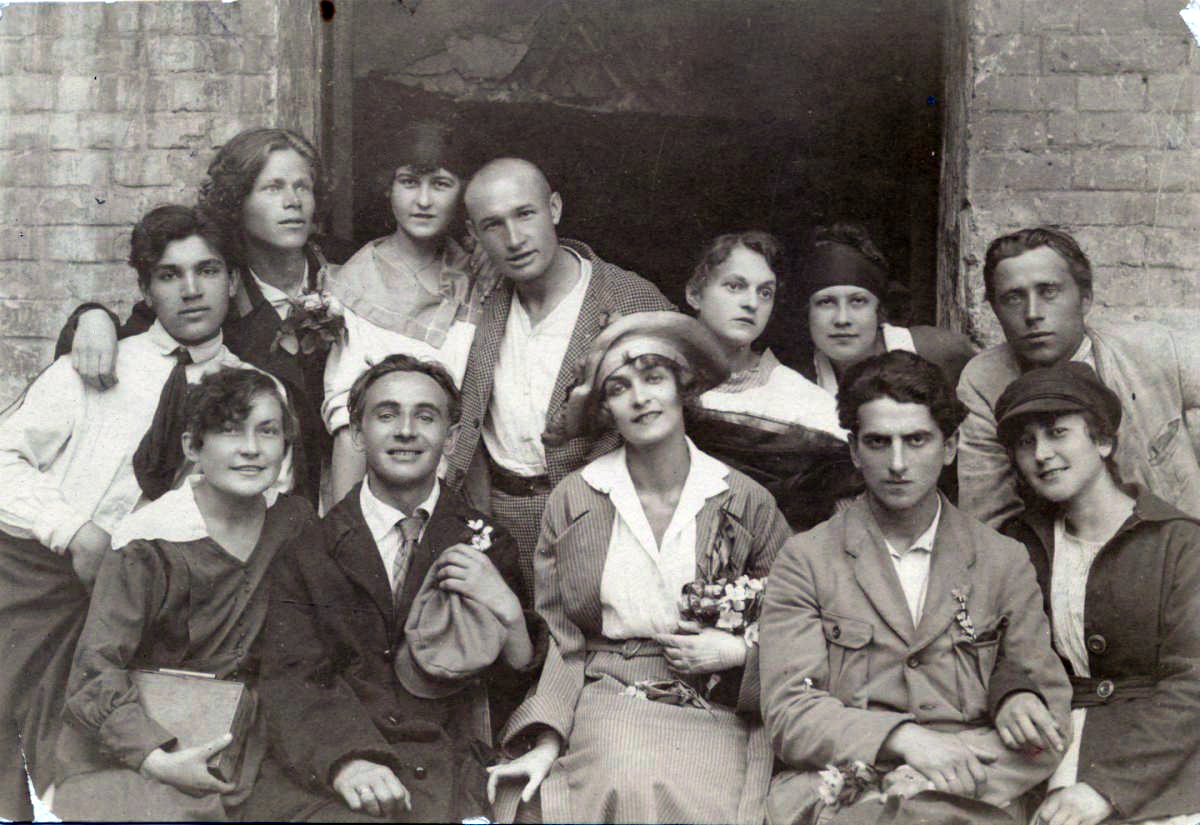
ベレズィーリの俳優たち（1922年）。前列左から2番目がレシ・クルバス、3番目がヴァレンティナ・チスチャコーヴァ

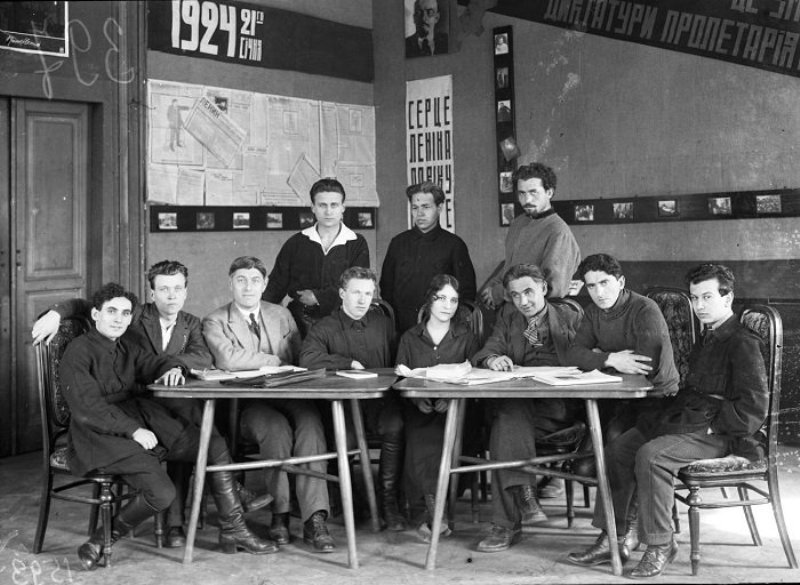
ベレズィーリの演出家ラボ（1925年）。前列右から2番目がレシ・クルバス

- 『ガス』（ゲオルク・カイザー作、1923年）
- 『ジミー・ヒギンズ』（アプトン・シンクレア原作、1923年）
- 『ハイダマキ』（タラス・シェフチェンコ作、1924年）
- 『マクベス』（ウィリアム・シェイクスピア作、1924年）
- 『前夜』（ポポフスキー作、1925年）
- 『黄金の腹』（フェルナン・クロムランク作、1926年）
- 『プロローグ』（ステパン・ボンダルチュクとクルバス作、1927年）
- 『ナロドニー・マラヒー』（ミコラ・クリシュ作、1928年）
- 『ミナ・マザイロ』（ミコラ・クリシュ作、1929年）
- 『独裁』（イヴァン・ミキテンコ（ウクライナ語版）作、1930年）
- 『巨人の誕生』（共同脚本、1931年）
- 『ムッシュ・ド・プルソニャック』（モリエール作、1933年）
- 『マクレナ・グラサ』（ミコラ・クリシュ作、1933年）

## フィルモグラフィ

### 監督
- 『ヴェンデッタ』（1924年）
- 『マクドナルド』（1924年）
- 『アルセナリツィ』（1925年）

### 芸術監督
- 『トフストプゼンコの夢』（1924年）[8][9]

## 記念

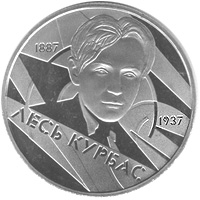
レシ・クルバス記念コイン

- 1989年、ハルキウ・シェフチェンコ記念ウクライナ国立ドラマ劇場のファサードにクルバスの記念プレートが設置され、小劇場が「ベレズィーリ」と再命名された。劇場ロビーにはクルバスの胸像が展示されている。
- リヴィウ・レシ・クルバス記念アカデミック劇場は彼の名を冠している[10]。
- 2007年2月26日、ウクライナ国立銀行はクルバス生誕120周年を記念し、記念コインを発行。「ウクライナの著名人」シリーズの一環である。
- テルノーピリ州のスターリー・スカラトにはレシ・クルバス記念博物館、サンビルにはレシ・クルバス芸術博物館（アンドリー・シェプティツキー国立博物館の分館）が設けられている[11]。
- ウィーンにはクルバスが一時期居住したことを記念するプレートが設置されている。
- ウクライナの多くの都市にレシ・クルバス通りが存在する。
- 2016年11月10日、キエフのスヴャトシン地区にある第206中等学校がクルバスの名を冠した[12]。
- 2017年2月25日、ウクライナ政府はクルバス生誕130周年を国家レベルで記念[13]。
- 2018年10月17日から12月2日まで、キエフのミステツキー・アルセナールで展覧会「クルバス：新しい世界」が開催された[14]。
- レシ・クルバス賞は、現代ウクライナ演劇の発展に貢献した職業演出家に毎年授与され、クルバスの誕生日である2月に贈呈される[15]。

## ギャラリー

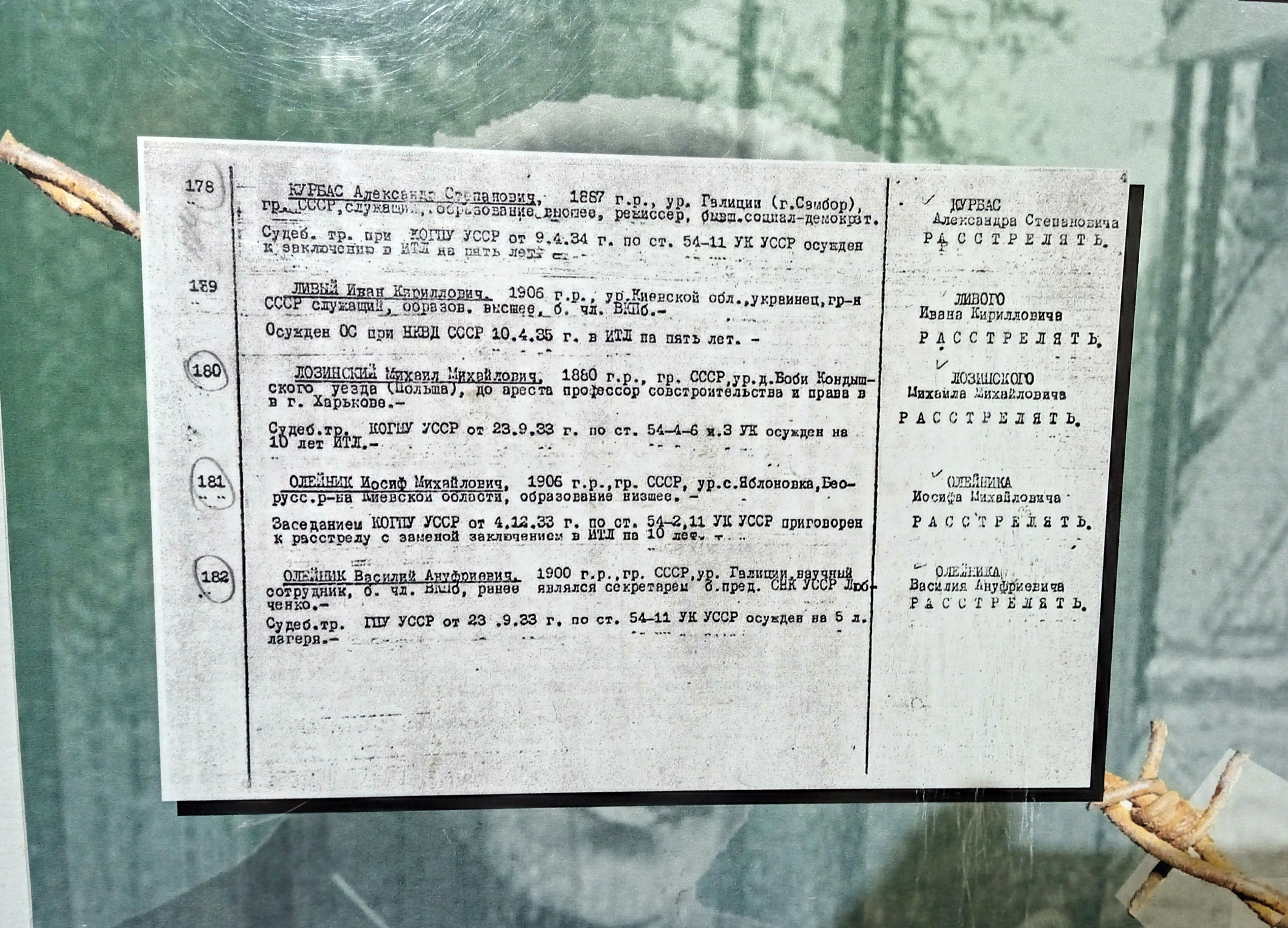
テルノーピリ政治囚歴史記念博物館
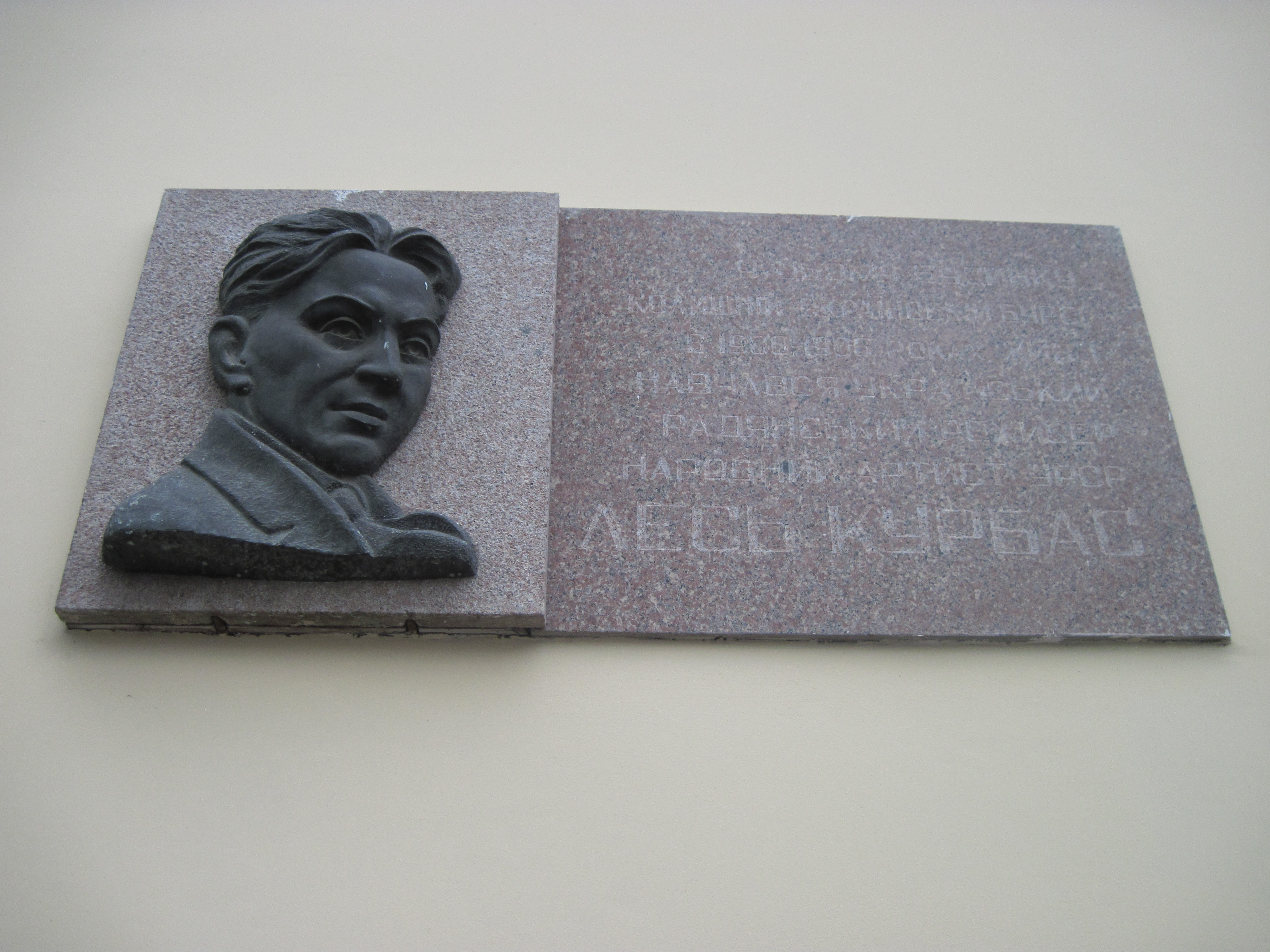
テルノーピリのカチャラ通りにある記念プレート
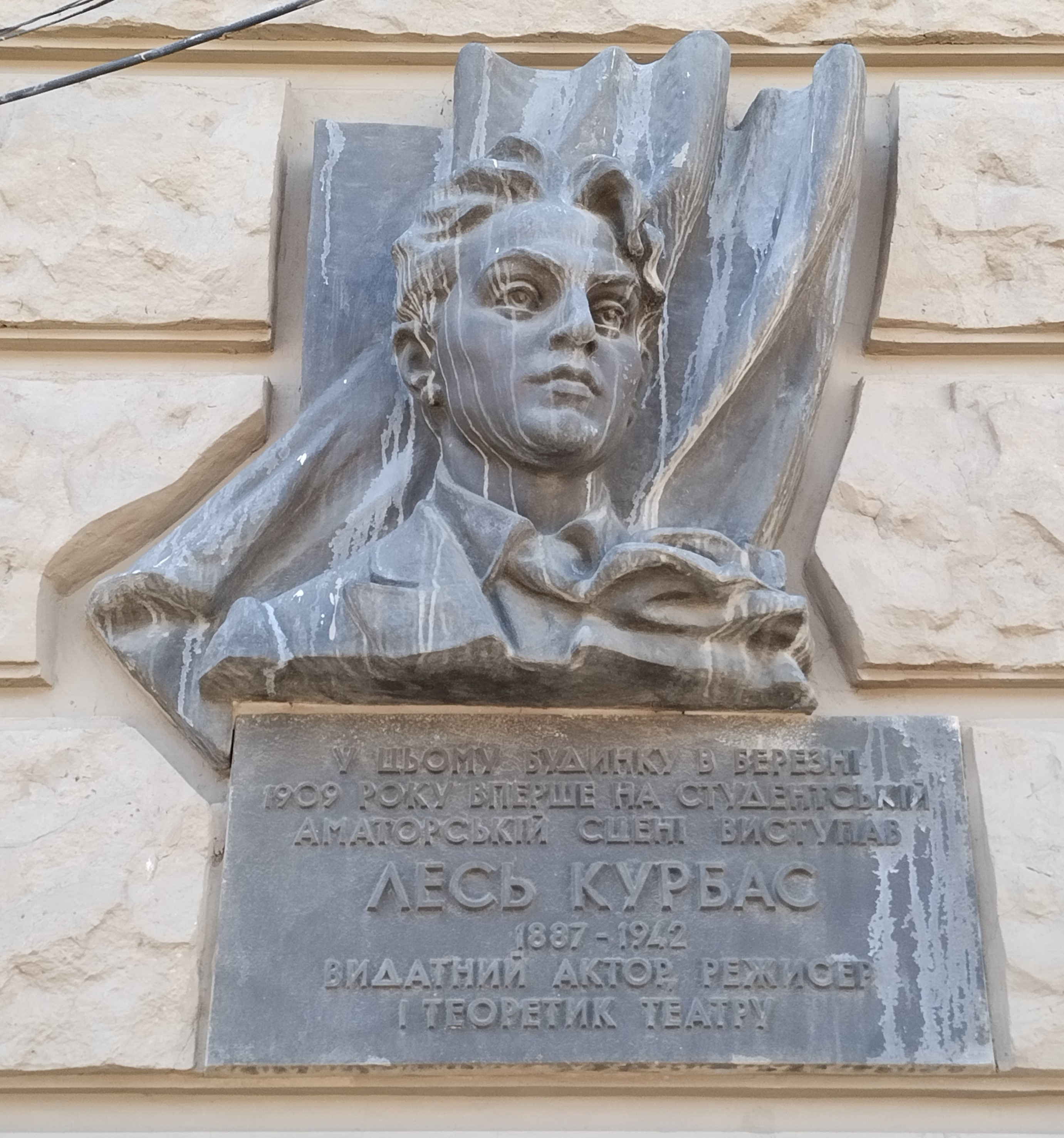
リヴィウのルースカ通りにある記念プレート